# Skanderborg Real Killerbees
Skanderborg Real Killerbees Floorball er et dansk Floorballklub, hvis 1. hold spiller i den bedste række i Danmarksturneringen i floorball.
Holdet blev stiftet i 1995. Klubben har i dag to seniorhold og 3 juniorhold. De arbejder i øjeblikket på, at få opstartet et damehold.
Skanderborg Real Killerbees er en del af Idrætsklubben Skanderborg Real.